# Reinhard Kleist

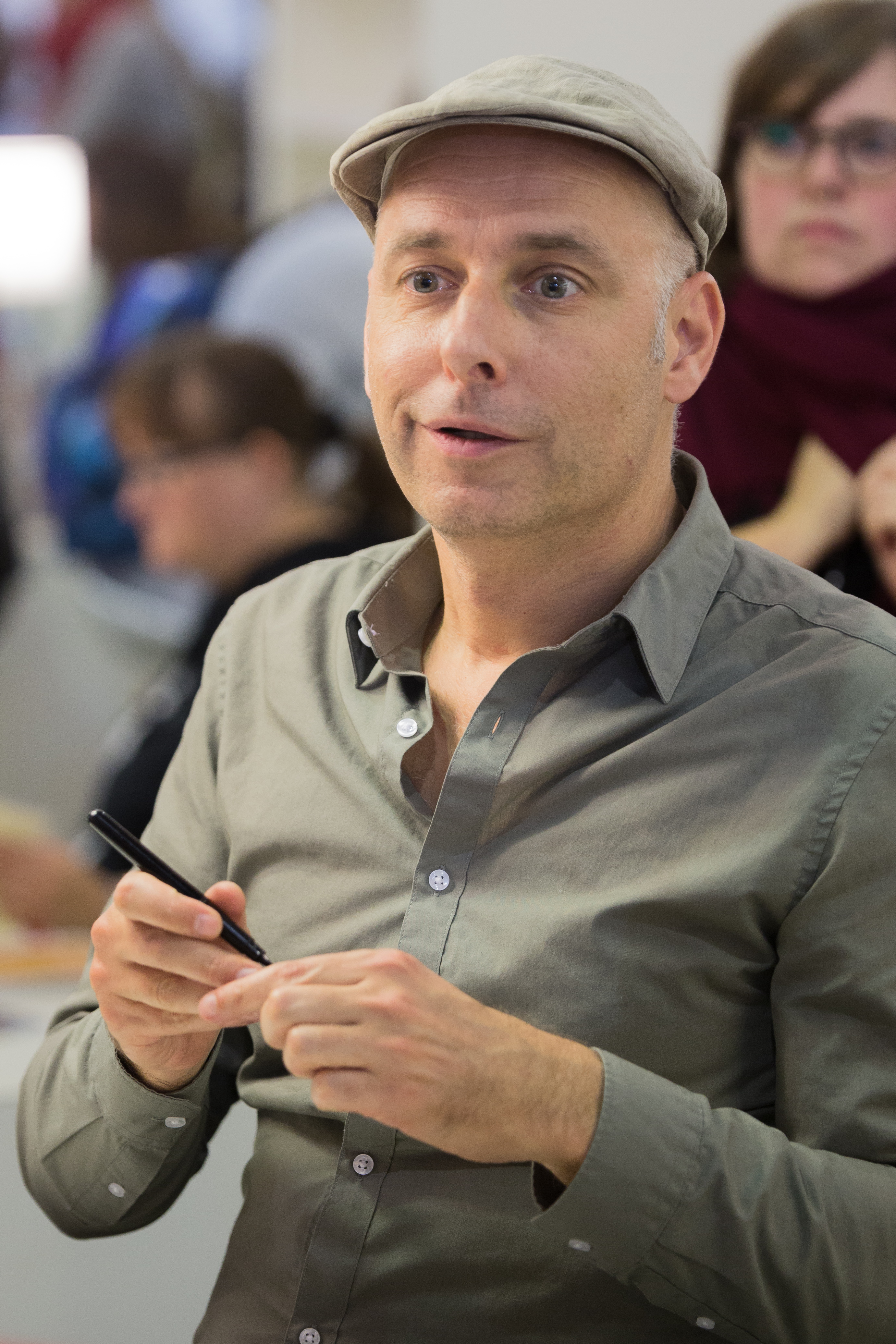
Reinhard Kleist auf der Frankfurter Buchmesse 2017

Reinhard Kleist (* 11. Februar 1970 in Hürth) ist ein deutscher Grafikdesigner und Comiczeichner.

## Leben und Werk
Kleist studierte Grafik und Design an der Fachhochschule Münster. Dort entstanden seine Alben Lovecraft, Dorian und als Diplomarbeit Abenteuer eines Weichenstellers. Nach dem Studium zog Kleist nach Berlin. 1996 gewann er auf dem Internationalen Comic-Salon in Erlangen den Max-und-Moritz-Preis für das beste deutschsprachige Comicalbum (Lovecraft). 2003 bis 2008 arbeitete er, gemeinsam mit dem Autor Tobias O. Meißner, an der Reihe Berlinoir, die im Verlag  Edition 52 veröffentlicht wurde. Im September 2006 ist seine Biographie Cash – I See a Darkness über Johnny Cash im Carlsen Verlag erschienen. 2007 präsentierte er zudem eine weitere Biographie über die Rocklegende Elvis Presley mit dem Titel Elvis, erschienen bei Ehapa. 
Für eine Kuba-Reise im Jahr 2008 lernte er Spanisch und zeichnete und skizzierte dann Straßenszenen von Havanna, die er 2009 in dem Cartoonband Havanna zusammenfasste. 2011 erschien Der Boxer über den jüdischen Boxer Harry Haft. 2014 erschien als Fortsetzungsgeschichte zuerst in der Frankfurter Allgemeinen Zeitung seine gezeichnete Erzählung Der Traum von Olympia. Die Geschichte von Samia Yusuf Omar, und im Anschluss 2015 als Graphic Novel im Carlsen Verlag. Über den australischen Musiker Nick Cave veröffentlichte Reinhard Kleist 2017 gleich zwei Bücher. 
Einige seiner Graphic Novels erschienen auch in Übersetzungen auf Englisch, Französisch und Arabisch.

## Auszeichnungen

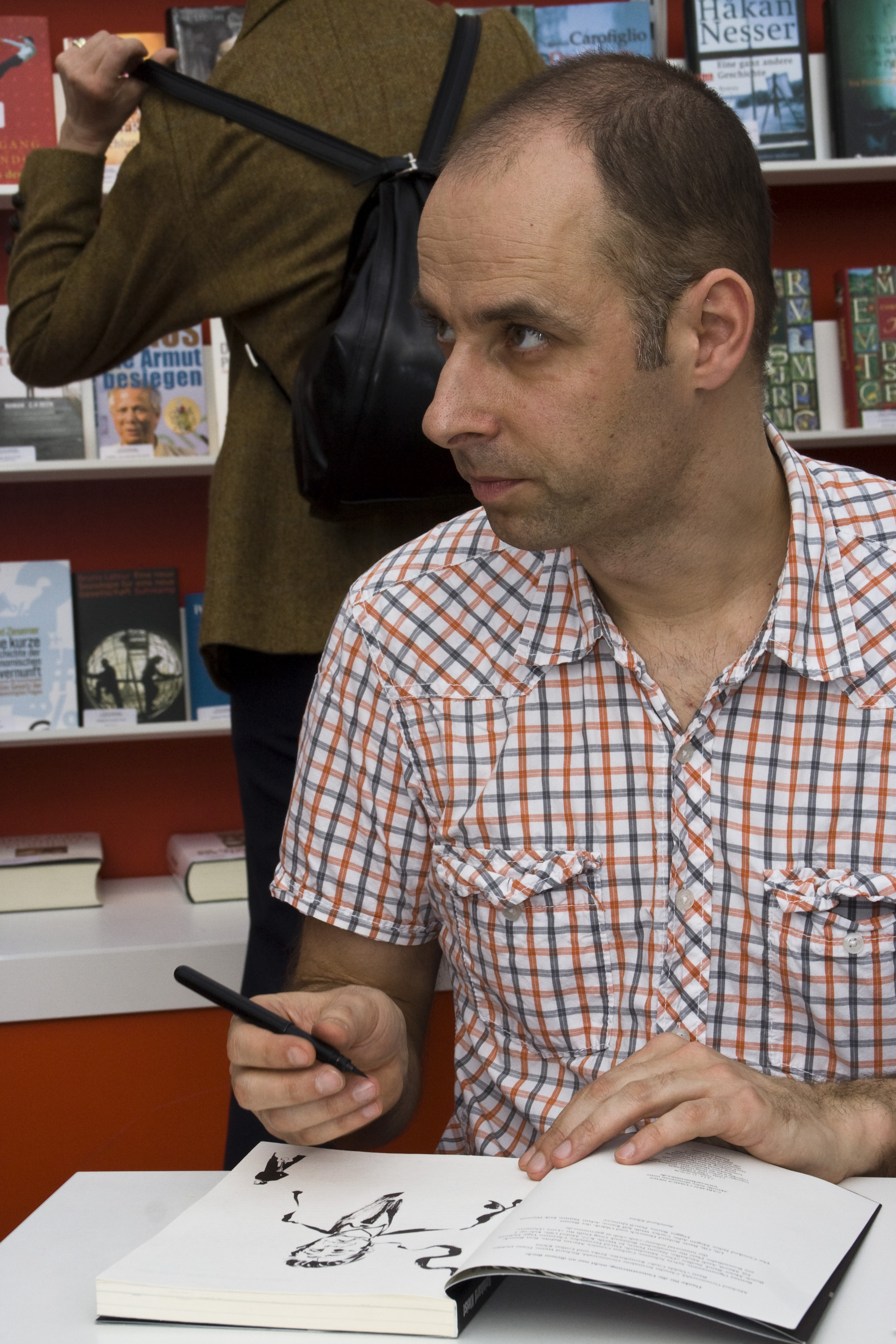
Reinhard Kleist auf der Leipziger Buchmesse 2009

- 1996: Max-und-Moritz-Preis für die beste deutschsprachige Eigenproduktion (Lovecraft).
- 2007: PENG! – Der Münchner Comicpreis für den besten deutschen Comic (Cash – I See a Darkness).
- 2007: Publikumspreis Sondermann für den besten nationalen Comic (Cash – I See a Darkness).
- 2008: Max-und-Moritz-Preis für die beste deutschsprachige Eigenproduktion (Cash – I See a Darkness).
- 2008: ICOM Independent Comic Preis für herausragendes Artwork
- 2013: Berliner Bär (B.Z.-Kulturpreis)
- 2013: Jugendliteraturpreis in der Kategorie Sachbuch für Der Boxer: Die Überlebensgeschichte des Hertzko Haft
- 2015: Luchs des Jahres für Der Traum von Olympia – Die Geschichte von Samia Yusuf Omar
- 2016: Katholischer Kinder- und Jugendbuchpreis für Der Traum von Olympia – Die Geschichte von Samia Yusuf Omar[3]
- 2016: Gustav-Heinemann-Friedenspreis für Kinder- und Jugendbücher für Der Traum von Olympia – Die Geschichte von Samia Yusuf Omar
- 2018: Max-und-Moritz-Preis – Bester deutschsprachiger Comic-Künstler

## Werke (Auswahl)
- Lovecraft, Ehapa Verlag, Stuttgart 1995, ISBN 3-89343-131-4
- Das Festmahl, Landpresse, 1995, ISBN 3-930137-33-X
- Abenteuer eines Weichenstellers, Landpresse, 1996, ISBN 3-930137-45-3
- Dorian, Ehapa Verlag, Stuttgart 1996, ISBN 3-89343-135-7
- Amerika, Jochen Enterprises, Berlin 1998, ISBN 3-930486-53-9
- Fucked, Reprodukt, Berlin 2000, ISBN 3-931377-69-5
- R-24 12, Steeplechase, Reprodukt, Berlin 2001, ISBN 3-931377-73-3
- Das Grauen im Gemäuer, Edition 52, Wuppertal 2002, ISBN 3-935229-13-5
- Berlinoir 1, Scherbenmund, Edition 52, Wuppertal 2003, ISBN 3-935229-23-2
- Berlinoir 2, Mord!, Edition 52, Wuppertal 2004, ISBN 3-935229-37-2
- Berlinoir 3, Narbenstadt, Edition 52, Wuppertal 2008, ISBN 978-3-935229-47-0.
- Cash – I See a Darkness, Carlsen Verlag, Hamburg 2006, ISBN 978-3-551-76837-7
- Elvis – Die illustrierte Biographie, Ehapa Verlag, Berlin 2007, ISBN 978-3-7704-3128-1
- The Secrets of Coney Island, Edition 52, Wuppertal 2007, ISBN 978-3-935229-52-4.
- Havanna, Carlsen Verlag, Hamburg 2008, ISBN 978-3-551-73434-1
- Castro, Carlsen Verlag, Hamburg 2010, ISBN 978-3-551-78965-5
- Der Boxer – Die wahre Geschichte des Hertzko Haft, Carlsen Verlag, Hamburg 2011, ISBN 978-3-551-78697-5. (2012 auch als Fortsetzungscomic in der Frankfurter Allgemeinen Zeitung[4]).
- Reinhard Osteroth, Text: 1914. Ein Maler zieht in den Krieg, Aladin Verlag, Hamburg 2014, ISBN 978-3-84890078-7.
- Der Traum von Olympia – Die Geschichte von Samia Yusuf Omar, Carlsen Verlag, Hamburg 2015, ISBN 978-3-551-73639-0.
- Nick Cave – Mercy on me, Carlsen Verlag, Hamburg 2017. ISBN 3-551-76466-2
- Nick Cave And The Bad Seeds: Ein Artbook von Reinhard Kleist, Carlsen Verlag, Hamburg 2017. ISBN 3-551-76329-1
- Knock Out!, Carlsen Verlag, Hamburg 2019, ISBN 978-3-551-73363-4
- Starman – David Bowie’s Ziggy Stardust Years, Carlsen Verlag, Hamburg 2021, ISBN 978-3-551-79362-1.
- Low, Carlsen Verlag, Hamburg 2024, ISBN 978-3-551-79363-8.

## Ausstellungen (Auswahl)
- Galerie Terminal4 (2000)
- Galerie Engler und Piper (2001)
- SO36 (2003)
- Galerie Knoth und Krueger (2003)
- Galerie Lorraine Ogilvie (2005)
- Galerie Knoth und Krueger (2006)
- Internationaler Comic-Salon Erlangen (2008)